# Forstau
Forstau – gmina w Austrii, w kraju związkowym Salzburg, w powiecie St. Johann im Pongau. Liczy 530 mieszkańców na powierzchni 59,45 km².